# Colletoecema dewevrei
Colletoecema dewevrei är en måreväxtart som först beskrevs av De Wild., och fick sitt nu gällande namn av Ernest Marie Antoine Petit. Colletoecema dewevrei ingår i släktet Colletoecema och familjen måreväxter. Inga underarter finns listade i Catalogue of Life.